# Języki zaparo
Języki zaparo lub zaparońskie (sáparo, sáparoan, záparo, zaparoano, zaparoana) – rodzina języków południowoamerykańskich używanych przez Indian Záparo, mieszkających na terenie Peru i Ekwadoru. Większość tych języków jest wymarłych, a pozostałe są na skraju wymarcia. Należy tu 7 języków.

## Klasyfikacja
- fyla andyjska
- makrorodzina hipotetyczna – języki zaparo-jaguańskie
  - rodzina – zaparońska
    - grupa zaparo
      - język záparo [zro][a] – język prawie wymarły, 5 użytkowników (2007)[4]
      - język arabela [arl] – język wymierający: 50 użytkowników (2002)[5]
      - język andoa [anb] – język wymarły, † (1993)[6]

    - grupa iquito-cahuarano
      - język ausziri – język wymarły, †[3]
      - język iquito [iqu] – język wymierający: 35 użytkowników (2002)[7]
      - język cahuarano [cah] – język wymarły, † (2002)[8]

    - niesklasyfikowane
      - język omurano [omu] – język wymarły, † (1958)[9][3]

| Grupy i języki                       | Liczba mówiących | Kraje   |
| ------------------------------------ | ---------------- | ------- |
| Języki iquito-cahuarano              |                  |         |
| cahuarano (kauarano, cziripuno)      | 0                | Peru    |
| iquito (ikito, amakakore, puka-uma)  | 35               | Peru    |
| ausziri                              | 0                | Peru    |
| Języki zaparońskie (zaparo) właściwe |                  |         |
| zaparo (kayapwe, sapara)             | 5                | Ekwador |
| Języki arabela-andoa                 |                  |         |
| andoa (gae, gaye)                    | 0                | Peru    |
| arabela (cziripuno)                  | 50               | Peru    |